# Eugenio
Eugenio  è un nome proprio di persona italiano maschile.

## Varianti
- Ipocoristico: Geo, Gegio, Gene, Genio, Enio
- Femminili: Eugenia[1]

### Varianti in altre lingue
- Albanese: Eugjeni
- Asturiano: Euxeniu, Genuchu[4]
- Basco: Eukeni[4]
- Bielorusso: Яўген (Jaŭhen)
- Bulgaro: Евгени (Evgeni)[2]
- Catalano: Eugeni[4]
- Ceco: Evžen[2][3], Eugen[2]
- Croato: Eugen[2]
- Francese: Eugène[2][3]
- Galiziano: Uxío[2][4]
- Gallese: Owen[2]

- Greco antico: Ευγένιος (Eugénios)[2][3]
- Greco moderno: Ευγένιος (Eugenios)
- Inglese: Eugene[2][3]
  - Ipocoristici: Gene[2][3]
- Irlandese: Owen[2], Eóghan[2], Eoghan[2]
- Latino: Eugenius[1][3]
- Lituano: Eugenijus
- Macedone: Евгениј (Evgenij)[2]
- Polacco: Eugeniusz[2][3]
- Portoghese: Eugénio[2]
  - Portoghese brasiliano: Eugênio[2]
- Romeno: Eugen[2]

- Russo: Евгений (Evgenij o Jevghenij)[2][3]
  - Ipocoristici: Женя (Ženja)[5]
- Scozzese: Eoghan[2], Euan[2], Ewan[2], Ewen[2]
- Slovacco: Eugen[2]
- Spagnolo: Eugenio[2][3][4]
- Tedesco: Eugen[2][3]
- Ucraino: Євген (Jevhen), Євгеній (Jevhenij)[2]
- Ungherese: Jenő[2][3]

## Origine e diffusione
Deriva dal nome latino Eugenius, a sua volta dal greco Ευγένιος (Eugénios) . Eugénios è basato sul termine ευγενης (eugenes), composto da ευ (eu, "bene") e γενης (genes, "nato"), e può quindi essere interpretato come "ben nato" oppure "di buona/nobile stirpe", in senso lato "nobile"; lo stesso significato è condiviso con il nome Adelaide.
Riguardo alla forma abbreviata Gene, va considerato che alcune fonti la legano a Genesio piuttosto che a Eugenio, mentre l'ipocoristico russo Женя (Ženja) è condiviso col nome Геннадий (Gennadij).
Il nome non era molto comune nell'Europa occidentale (Inghilterra compresa) durante il Medioevo; il suo uso si intensificò più tardi in parte grazie alla notorietà del principe Eugenio di Savoia.

## Onomastico
L'onomastico si può festeggiare in memoria di numerosi santi e beati, fra i quali, nelle date seguenti:
- 4 gennaio, sant'Eugenio, martire con altri compagni sotto Unerico[7]
- 24 gennaio, sant'Eugenio, martire in Asia Minore[7]
- 4 marzo, sant'Eugenio, vescovo martire in Russia[7]
- 7 marzo, sant'Eugenio, vescovo e martire con altri compagni nel Chersoneso[8]
- 12 marzo, sant'Eugenio, martire con altri compagni a Nicomedia[8]
- 20 marzo, sant'Eugenio, martire con altri compagni ad Antiochia[8]
- 2 maggio, sant'Eugenio, vescovo e martire in Africa sotto Unerico[9]
- 21 maggio, sant'Eugène de Mazenod, vescovo[7][8]
- 2 giugno, sant'Eugenio I, papa[7][8]
- 8 luglio, beato Eugenio III, papa[7][8]
- 13 luglio, sant'Eugenio di Cartagine, vescovo[7][8]
- 29 luglio, sant'Eugenio, martire con Flora, Lucilla e altri compagni a Roma[8][10]
- 23 agosto, sant'Eugenio (o Eoghan) di Ardstraw, vescovo[7][8]
- 6 settembre, sant'Eugenio, martire con Cottidio e compagni in Cappadocia[7]
- 11 novembre, beato Eugenio Bossilkov, martire a Sofia[8]
- 13 novembre, sant'Eugenio III di Toledo, vescovo[7][8]
- 15 novembre, sant'Eugenio, martire a Deuil-la-Barre[8]
- 17 novembre, san'Eugenio di Firenze, diacono[7][8]
- 13 dicembre, sant'Eugenio, martire con Eustrazio, Aussenzio e altri compagni in Armenia[8]
- 30 dicembre, sant'Eugenio di Milano, vescovo[7][8]

## Persone

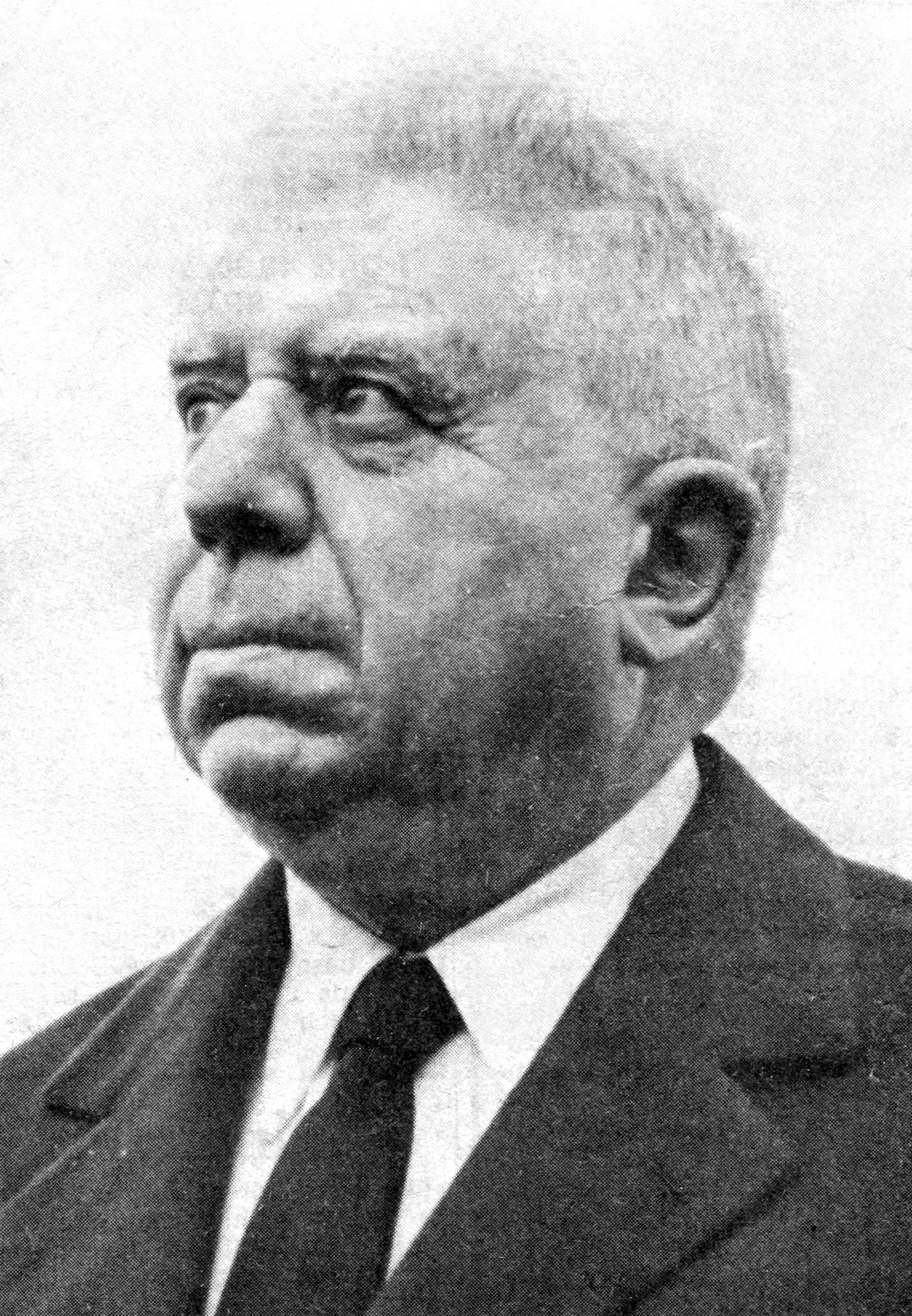
Eugenio Montale

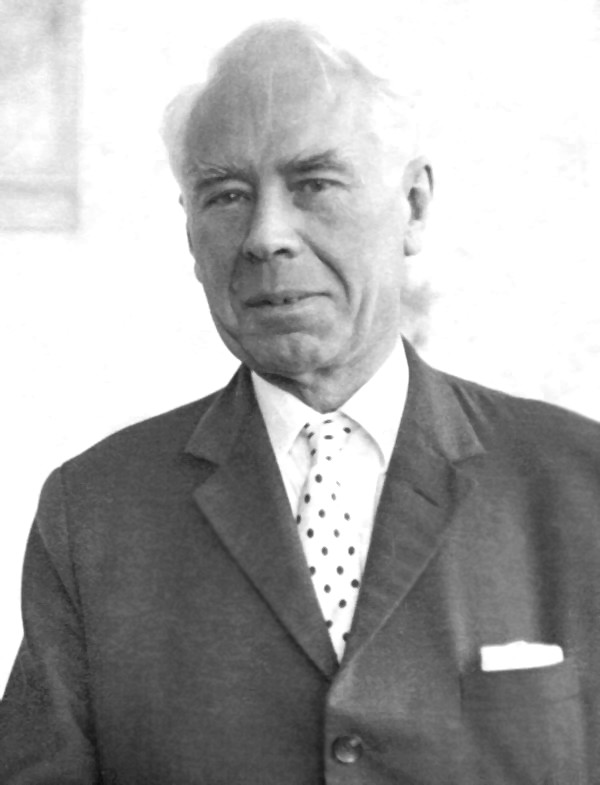
Eugen Wüster

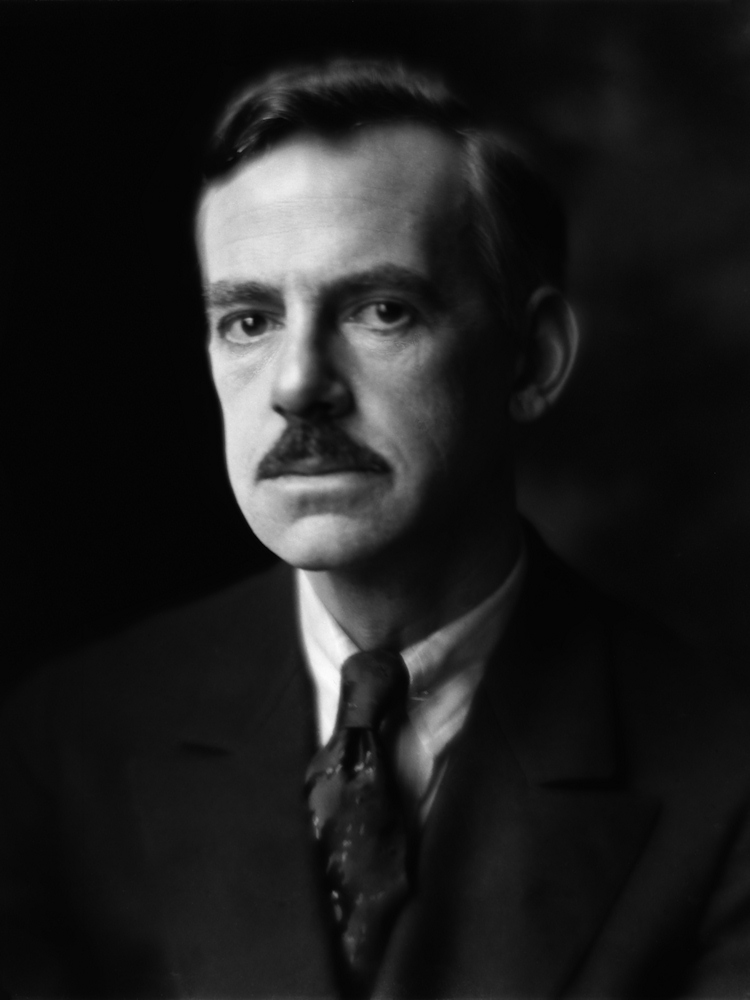
Eugene Gladstone O'Neill

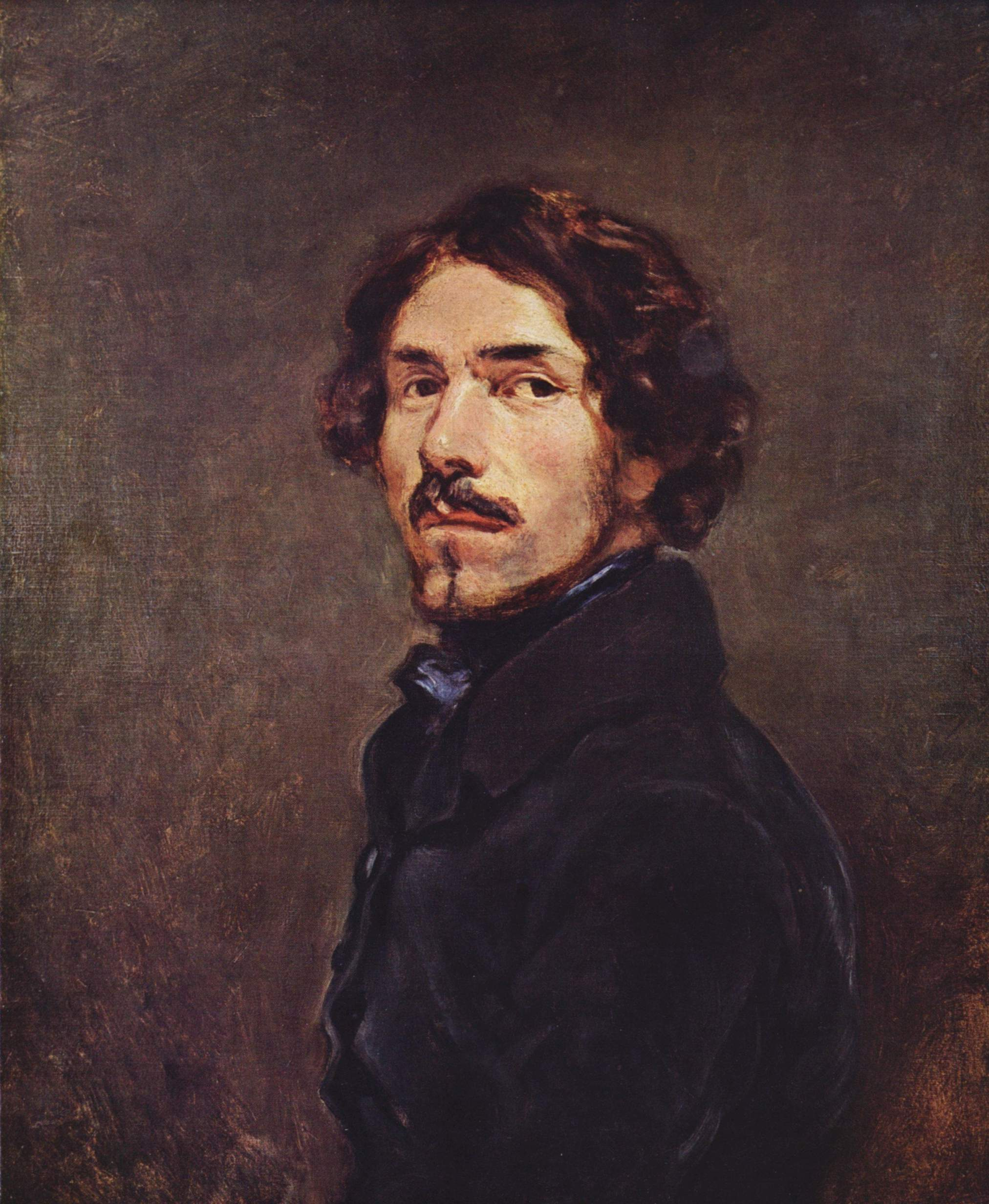
Eugène Delacroix

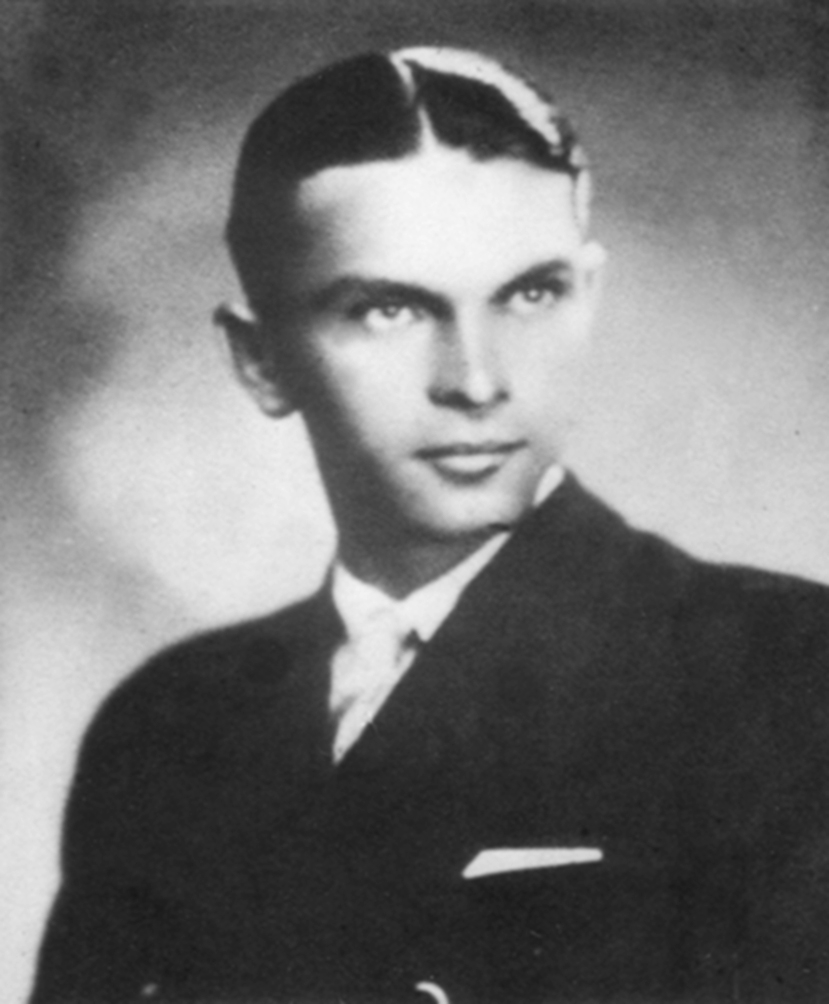
Eugeniusz Lokajski

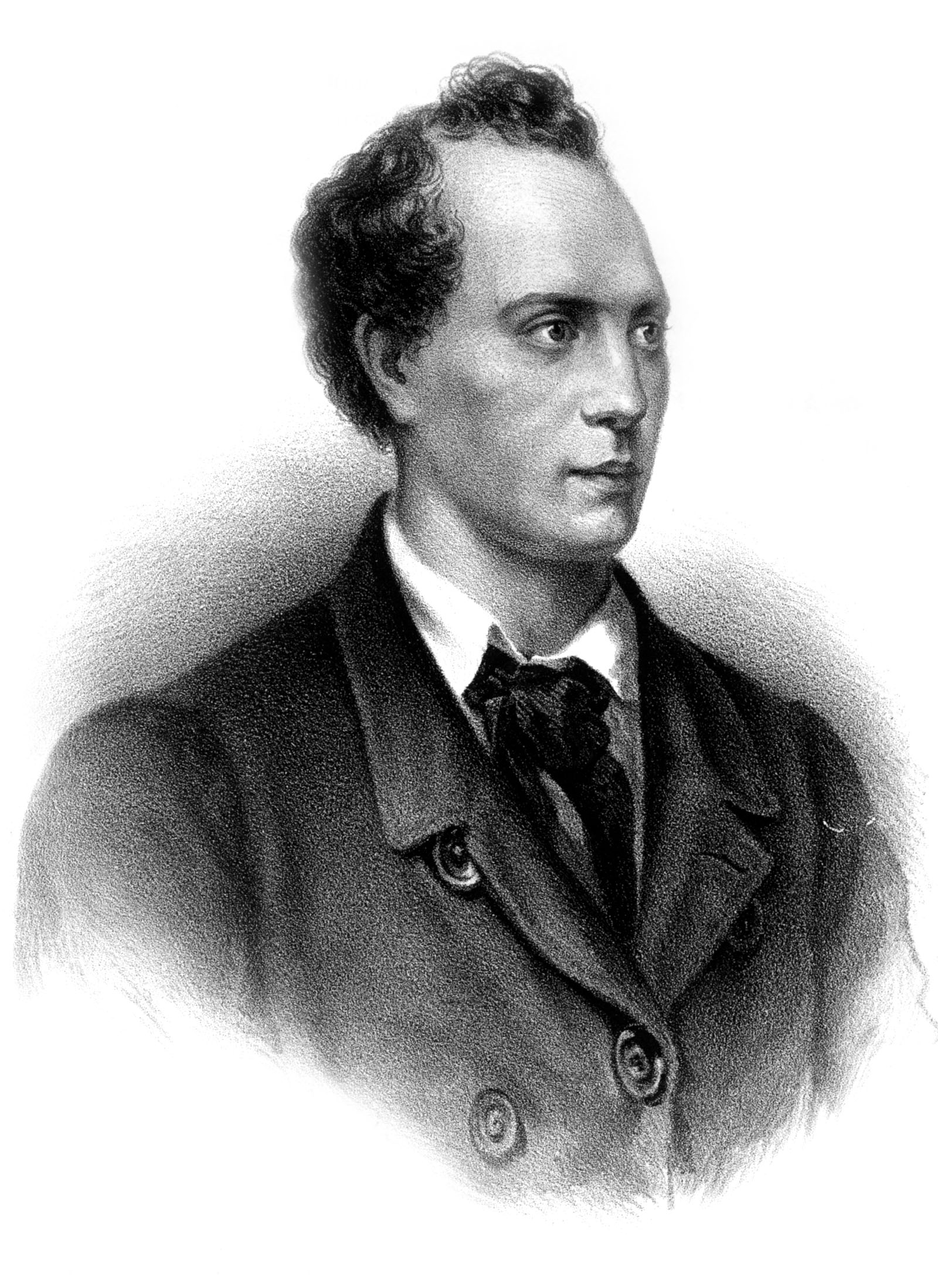
Evgenij Baratynskij

- Eugenio d'Asburgo-Teschen, generale austriaco, arciduca d'Austria-Ungheria
- Eugenio di Savoia, generale sabaudo
- Eugenio Barba, regista teatrale italiano
- Eugenio Beltrami, matematico italiano
- Eugenio Bennato, cantautore italiano
- Eugenio Colorni, filosofo, politico e antifascista italiano
- Eugenio Corini, allenatore di calcio e calciatore italiano
- Eugenio Coselschi, politico e militare italiano
- Eugenio Danese, giornalista italiano
- Eugenio Finardi, cantautore italiano
- Eugenio Montale, poeta, giornalista e critico musicale italiano
- Eugenio Monti, bobbista italiano
- Eugenio Pacelli, nome di battesimo di papa Pio XII
- Eugenio Scalfari, giornalista, scrittore e politico italiano
- Eugenio Villoresi, ingegnere italiano

### Variante Eugen
- Eugen d'Albert, pianista e compositore tedesco
- Eugen Drewermann, teologo, psicoanalista e psicoterapeuta tedesco
- Eugen Fink, filosofo e fenomenologo tedesco
- Eugen Fischer, medico tedesco
- Eugen Gura, baritono austriaco
- Eugen Horniak, cestista cecoslovacco
- Eugen Levine, politico tedesco
- Eugen von Albori, militare austriaco
- Eugen Wüster, esperantista e linguista austriaco

### Variante Eugene
- Eugene Allen, maggiordomo statunitense
- Eugene Bullard, aviatore e ufficiale statunitense
- Eugene Fama, economista statunitense
- Eugene Hütz, cantante, disc jockey e attore ucraino
- Eugene Levy, attore canadese
- Eugene O'Brien, attore statunitense
- Eugene Gladstone O'Neill, drammaturgo statunitense
- Eugene Shoemaker, geologo statunitense
- Eugene Spiro, pittore tedesco

### Variante Eugène
- Eugène Atget, fotografo francese
- Eugène Boudin, pittore francese
- Eugène Carrière, pittore francese
- Eugène Delacroix, artista e pittore francese
- Eugène Ionesco, scrittore e drammaturgo francese
- Eugène Labiche, drammaturgo francese
- Eugène Scribe, scrittore, drammaturgo e librettista francese
- Eugène Simon, entomologo e aracnologo francese
- Eugène Sue, scrittore francese
- Eugène Tisserant, cardinale, arcivescovo cattolico e orientalista francese
- Eugène Viollet-le-Duc, architetto francese

### Variante Eugeniusz
- Eugeniusz Baziak, arcivescovo cattolico polacco
- Eugeniusz Durejko, cestista polacco
- Eugeniusz Kijewski, cestista e allenatore di pallacanestro polacco
- Eugeniusz Kriegelewicz, vescovo vetero-cattolico polacco
- Eugeniusz Kwiatkowski, politico ed economista polacco
- Eugeniusz Lokajski, atleta e fotografo polacco

### Variante Evgenij
- Evgenij Baratynskij, poeta russo
- Evgenij Chaldej, fotografo ucraino
- Evgenij Dodolev, giornalista e conduttore televisivo russo
- Evgenij Evtušenko, poeta e romanziere russo
- Evgenij Kasperskij, informatico russo
- Evgenij Kisin, pianista russo
- Evgenij Morozov, sociologo e giornalista bielorusso
- Evgenij Nesterenko, basso russo
- Evgenij Pašukanis, giurista sovietico
- Evgenij Svetlanov, compositore e direttore d'orchestra russo
- Evgenij Zamjatin, scrittore e critico letterario russo

### Variante Gene

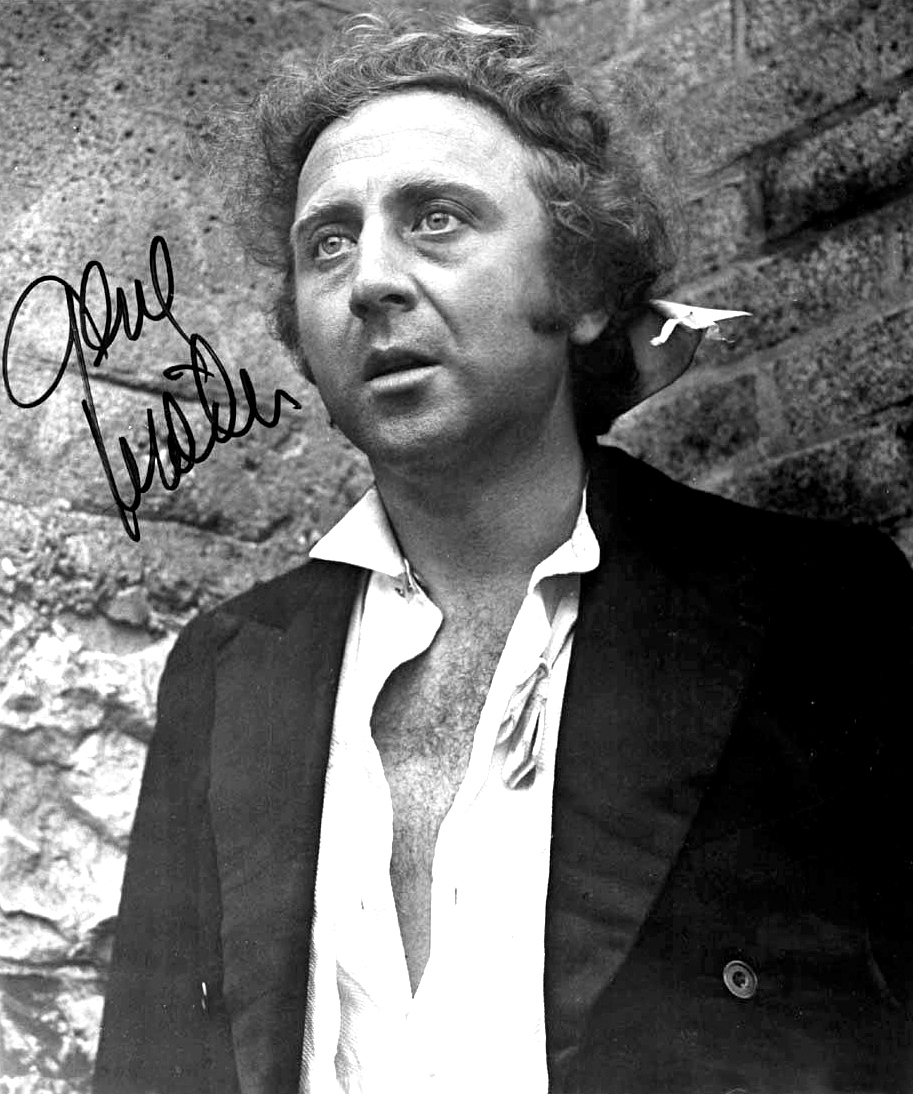
Gene Wilder

- Gene Amdahl, ingegnere e informatico statunitense
- Gene Colan, fumettista statunitense
- Gene Gnocchi, comico, conduttore televisivo e calciatore italiano
- Gene Hackman, attore statunitense
- Gene Kelly, ballerino, attore, cantante, regista, produttore cinematografico e coreografo statunitense
- Gene Lockhart, attore, cantante e compositore canadese
- Gene Sheldon, attore statunitense
- Gene Vincent, musicista statunitense
- Gene Wilder, attore, sceneggiatore, regista e scrittore statunitense
- Gene Wolfe, scrittore statunitense

### Altre varianti
- Eugênio de Araújo Sales, cardinale e arcivescovo cattolico brasiliano

## Il nome nelle arti
- Eugenio è un personaggio del romanzo Le avventure di Pinocchio. Storia di un burattino di Carlo Collodi.
- Eugenio è il nome di due personaggi (nonno e nipote omonimi) del film del 1980 Voltati Eugenio, diretto da Luigi Comencini.
- Eugenio Favetti è un personaggio della commedia Miseria e nobiltà di Eduardo Scarpetta, nonché del celebre film omonimo che ne fu tratto nel 1954, diretto da Mario Mattoli.
- Eugene Harold Krabs è un personaggio della serie animata SpongeBob.
- Eugenio Onieghin (Evgenij Onegin in lingua originale) è un personaggio del romanzo omonimo di Aleksandr Sergeevič Puškin e dell'opera lirica di Pëtr Il'ič Čajkovskij da esso tratta.
- Eugene Pontecorvo è un personaggio della serie televisiva I Soprano.
- Eugenio Poretti è un personaggio della commedia Na santarella di Eduardo Scarpetta.
- Eugène de Rastignac è un personaggio del romanzo Papà Goriot di Honoré de Balzac.
- Eugene Tooms è un personaggio della serie televisiva X-Files.
- Eugenio Uzeda è un personaggio del romanzo I Viceré di Federico De Roberto.
- Eugenio è il nome di un personaggio di Un posto al sole.
- Nel musical di Aladdin, del 2010, quando Il Genio viene liberato e diventa umano vuole farsi chiamare da quel giorno in poi con il nome Eugenio.
- Eugenio Normale è un personaggio del film del 2017 Omicidio all'italiana, diretto e interpretato da Maccio Capatonda.